# Ifo (Ogun)
Ifo is een stad in de staat Ogun in Nigeria. De stad ligt ten noorden van de stad Lagos en is onderdeel van de agglomeratie daarvan. In 2022 had Ifo naar schatting 917.000 inwoners.